# 李宜雪事件
李宜雪自稱於2022年4月14日遭派出所輔警猥褻，并在向警方指控后被送至江西省精神病院强制入院56日。

## 当事人
李宜雪，江西省南昌人，2012年毕业于江西科技师范学院理工学院。

## 事件经过

### 初次被送精神病院
2022年3月中旬，因一起民事纠纷，李宜雪到丁公路派出所报警，但派出所不予立案。接下来的一段时间里，李宜雪为这起纠纷多次来到丁公路派出所。4月14日，李宜雪再一次来到丁公路派出所询问案件进展，第一次见到辅警赖某吉。赖某吉主动电话联系了李宜雪，说这起案子他可以帮忙，要见面聊。 李宜雪称，次日下午赖某约见她到附近一家酒店的房间聊案子，之后赖某欲行不轨，双方僵持一晚李宜雪没有选择报警。4月21日晚李宜雪在某商场三层高的栏杆处吹风，保安认为其要跳楼而报警，丁公路派出所接警并到场沟通，沟通期间李宜雪提及辅警赖某猥亵，此后民警将其带回派出所，送至江西省精神病院长达56日。
出院后，李宜雪以医疗损害责任纠纷为由起诉江西省精神病院，并在网上曝光遭遇，引起广泛关注。
2022年12月6日，诉江西省精神病院案一审开庭，庭审约两个小时，法院宣布择期宣判。
2022年12月21日，庭审两周之后，南昌市公安局西湖分局发通报回应，认定涉事輔警赖某吉不存在猥亵行为，并指李宜雪在2022年4月中先后4次在公共场合扬言自杀、自称患有抑郁症、难以入睡，丁公路派出所因此将李宜雪送至江西省精神病院，医院诊断后收治入院，民警也于当日通知家属。
2022年12月26日，李宜雪向南方都市报记者证实，已委托律师对江西省精神病院和丁公路派出所提起刑事诉讼。
2023年2月14日，天目新闻称李宜雪从南昌市青山湖区人民法院获悉，李宜雪以医疗损害责任纠纷诉江西省精神病医院一案会在法定期限内审结，该案已从简易程序转为普通程序。李宜雪称会在该民事案件结束后刑事指控江西省精神病医院和丁公路派出所，并计划再到北京或上海找权威机构做精神鉴定。

### 二度被送精神病院
2024年11月24日，李宜雪在抖音发视频称，她诉江西省精神病院案“打到现在已经不是官司了，而是人情世故，法院既不敢判她赢也不敢判她输”，“我倒要看看中国到底是依法治国还是权大于法。”
2024年12月14日，李宜雪发布两则短视频称西湖分局筷子巷派出所所长带十余人闯入家中并破坏门口监控设备，此后李宜雪失联，引发网民持续关注。西湖区委宣传部12月17日通报称，当地社区此后每日上门关心，李宜雪一直在家中。网民尝试多种方式联系李宜雪未果。12月22日，南昌市公安局西湖分局，西湖区南浦街道办事处发布通告称，李宜雪的说法不实，派出所是为处理李宜雪与湖南网民罗某某的纠纷而上门。12月13日夜间，北京安定医院3名专家（另5名民警、1名社区干部陪同）已在协商后上门到李宜雪家中为李宜雪鉴定，并与李宜雪父亲谈话，12月21日北京安定医院作出李宜雪患有强迫性障碍、人格障碍，危险性评估3级。鉴于李宜雪当前病情，22日已将其送诊。
2025年1月11日，江西南昌市官方再度发通报称，李宜雪已出院。江西省荣军优抚医院诊断评估，判定李宜雪属于“严重精神障碍”，建议她住院治疗，但她及其父亲均不同意。李宜雪父亲1月6日向医院书面申请接女儿回家，1月10日为女儿办理出院手续，并将李宜雪从医院接走。
然而官方通报的真实性受到民众质疑，李宜雪仍并未公开露面。

## 评论
- 心理專家吳桐指出，如果通告描述李宜雪的言行確實如此，那麼她確實是具有精神障礙，也確實會對他人生活造成影響，「但這些不能成為違背精神衛生法的自願原則將她強制入院的絕對理由」。[11]